# Нухажиев, Нурди Садиевич
Нурди Садиевич Нухажиев (род. 2 октября 1955, село Трудовое, Северо-Казахстанская область) — российский чеченский государственный деятель, уполномоченный по правам человека (омбудсмен) в Чеченской Республике (2006—2021).

## Биография
Родился в селе Трудовое Приишимского района Северо-Казахстанской области Казахской ССР, куда были депортированы его родители. В 1957 году семья вернулась в Чечено-Ингушскую АССР, в село Гордали Ножай-Юртовского района. В 1973 году окончил Гордалинскую среднюю школу. В 1974—1976 годах служил в Ракетных войсках стратегического назначения в городах Печора и Сыктывкар Коми АССР.
Имеет высшее юридическое и экономическое образование.
В 1997—1999 годах — первый заместитель главы администрации Гудермесского района.
В 2002—2004 годах — начальник управления по обеспечению деятельности спецпредставителя Президента России в Чеченской Республике.
С 2004 года — председатель комиссии правительства Чеченской Республики по обеспечению конституционных прав граждан РФ на территории Чечни, с 2005 года — начальник управления президента Чеченской Республики по обеспечению конституционных прав граждан в республике.
Почётный гражданин города Грозного (24 марта 2015 года).

### Уполномоченный по правам человека
20 февраля 2006 года Народным собранием Чечни утверждён в должности уполномоченного по правам человека в Чеченской республике. За несколько дней до назначения Нухажиева республиканский парламент принял закон «Об Уполномоченном по правам человека в Чеченской Республике».
По словам правозащитницы Светланы Ганнушкиной, 10 июля 2009 года после выхода статьи Натальи Эстемировой о публичной казни в селе Ахкинчу-Борзой, Нухажиев вызвал к себе членов общества «Мемориал» и предупредил, что таких публикаций быть не должно, а также намекнул, что подобные действия могут плохо закончиться. 15 июля 2009 года Эстемирова была убита.
30 декабря 2016 года в очередной раз единогласно переизбран на пост уполномоченного по правам человека в ЧР.
В 2021 году вручил медаль «Заслуженный правозащитник Чеченской Республики» Рамзану Кадырову.
В 2020 году были приняты федеральные поправки, по которым должность уполномоченного по правам человека в субъекте России нельзя занимать более двух раз подряд. 30 декабря 2021 года эту должность занял Мансур Солтаев.